# Regne Unit
|  | Per a altres significats, vegeu «Regne Unit (desambiguació)». |

El Regne Unit (en anglès: United Kingdom) oficialment, el Regne Unit de la Gran Bretanya i Irlanda del Nord (en anglès: United Kingdom of Great Britain and Northern Ireland), és un estat insular sobirà localitzat al nord-oest d'Europa. El Regne Unit està integrat, geogràficament, per l'illa de la Gran Bretanya, una secció del nord de l'illa d'Irlanda i altres illes més petites. Irlanda del Nord és l'única regió (a més a més de Gibraltar) del Regne Unit amb frontera terrestre, que comparteix amb la República d'Irlanda. A més d'aquesta frontera, el Regne Unit està envoltat per l'oceà Atlàntic, el mar del Nord, el canal de la Mànega i el mar d'Irlanda.
El Regne Unit és una unió política de quatre nacions que el constitueixen: Anglaterra, Irlanda del Nord, Escòcia i Gal·les. El Regne Unit és una monarquia constitucional organitzada com a democràcia parlamentària, la seu del govern de la qual és la ciutat de Londres, i el cap d'Estat de la qual és el rei Carles III. Les dependències de la Corona –les illes del Canal i l'illa de Man– no són part de la Unió, però estan federats al Regne Unit. El Regne Unit també té jurisdicció sobre 14 territoris d'ultramar, que inclouen Gibraltar i les Illes Malvines. Les dependències de la corona pertanyen a les Illes Britàniques però no són part del Regne Unit. Com a monarquia constitucional, el Regne Unit està relacionat políticament amb altres 15 Reialmes de la Commonwealth amb els quals comparteix el monarca, el rei Carles III com a cap d'estat.
El Regne Unit és un país desenvolupat, amb el cinquè producte interior brut nominal més gran del món. Fou la potència internacional més important durant el segle xix i les primeres dècades del segle xx, però els costos econòmics de les dues guerres mundials i la desaparició de l'Imperi van fer disminuir el seu paper en els afers mundials. El Regne Unit té un seient permanent del Consell de Seguretat de les Nacions Unides, i és membre del G8, l'OTAN, l'OMC i la Unió Europea. El juny del 2016, però, el Regne Unit va votar deixar la UE, en el referèndum convocat per David Cameron, sobre la seva permanència a la Unió Europea. I el març del 2017 el govern del Regne Unit notifica oficialment a la Unió Europea la seva sortida, a través de la invocació de l'Article 50 del Tractat de la Unió Europea.

## Toponímia
El nom oficial del Regne Unit fa referència a la Unió política dels països que el constitueixen: Anglaterra, Escòcia, Gal·les i Irlanda del Nord. Tot i que tots quatre havien estat governats pel mateix monarca molts segles abans, la unió política dels regnes es va completar progressivament. Gal·les va ser annexat a Anglaterra per mitjà de les Lleis de les Actes de Gal·les (1535-1542). Amb l'ascensió del rei escocès Jaume VI el 1603, Escòcia i Anglaterra (Gal·les inclosa) van formar una unió personal, però no pas política, la qual es faria realitat el 1707 amb les Actes de la Unió, formant així el Regne de la Gran Bretanya. L'Acta de 1800 va unir políticament Irlanda amb el Regne de la Gran Bretanya a partir del 1801, amb la qual cosa va néixer el Regne Unit de la Gran Bretanya i Irlanda. En independitzar-se la República d'Irlanda, el 1927 el nom oficial de la Unió va ser canviat a l'actual Regne Unit de la Gran Bretanya i Irlanda del Nord.
El nom conegut més antic de les illes britàniques prové dels escrits de l'antiga Grècia. Tot i que s'han perdut els texts originals, alguns fragments van ser referits o parafrasejats per autors posteriors. Algunes seccions del Periple Massaliota un llibre per als mercaders que descrivia les rutes marítimes del segle vi aC van ser utilitzades en la traducció en els escrits de Ruf Fest Aviè al voltant del 400 dC. Ierne (Insula sacra, l'"illa sagrada", segons la interpretació dels grecs), fou el nombre donat a "Irlanda", habitada per la raça dels "hiberni" (gens hiernorum); mentre que insula Albionum, ("illa dels albions"), fou el nom donat a la Gran Bretanya. Moltes fonts del 150 aC al 70 dC inclouen fragments de les memòries dels viatges del grec Piteas al voltant del 320 aC, també va fer ús dels terms "Albion" i "Ierne".
El terme "Bretanya" es deriva del llatí Britannia o Brittānia, usat pels romans d'ençà del segle I aC per referir-se a les illes Britàniques. Després de la conquesta romana del 43 dC, el terme feia referència a la província romana que només incloïa els territoris d'Anglaterra i Gal·les. Per això, el terme Britannia va començar a referir-se exclusivament a l'illa de la Gran Bretanya, que abans es coneixia com a Albion. Tot i que l'ortografia alternativa Britania, amb una sola t era secundària, el seu ús va començar des de l'època romana. El terme llatí de Britannia al seu torn es deriva dels escrits del grec antic Piteas, al voltant del 320 aC, el qual va descriure nombroses illes del nord de l'Atlàntic incloent-hi Tule (probablement Islàndia). Piteas va descriure Tule, com la regió més septentrional de Πρεττανικη (Prettanike) o Βρεττανίαι (Brettaniai), el grup d'illes al nord-oest d'Europa. Diodor de Sicília, durant el segle i aC, va introduir la forma Πρεττανια Prettania i Estrabó va presentar la variant Βρεττανία Brettania. Marcià d'Heraclea, en el seu escrit Periplus maris exteri descriu αἱ Πρεττανικαὶ νῆσοι, "les illes Britàniques". Esteve de Bizanci defineix Ἀλβίων Albion com a νῆσος Πρεττανική, Μαρκιανὸς ἐν περίπλῳ αὐτῆς. τὸ ἐθνικὸν Ἀλβιώνιος, "l'illa Britànica segons Marcià i el seu periple; el poble albió. Els pobles d'aquestes illes de Prettanike eren coneguts com els Πρεττανοι, Priteni o Pretani. Aquests noms deriven d'un nom que probablement va arribar a orelles de Piteus per mitjà dels gals.

## Geografia física

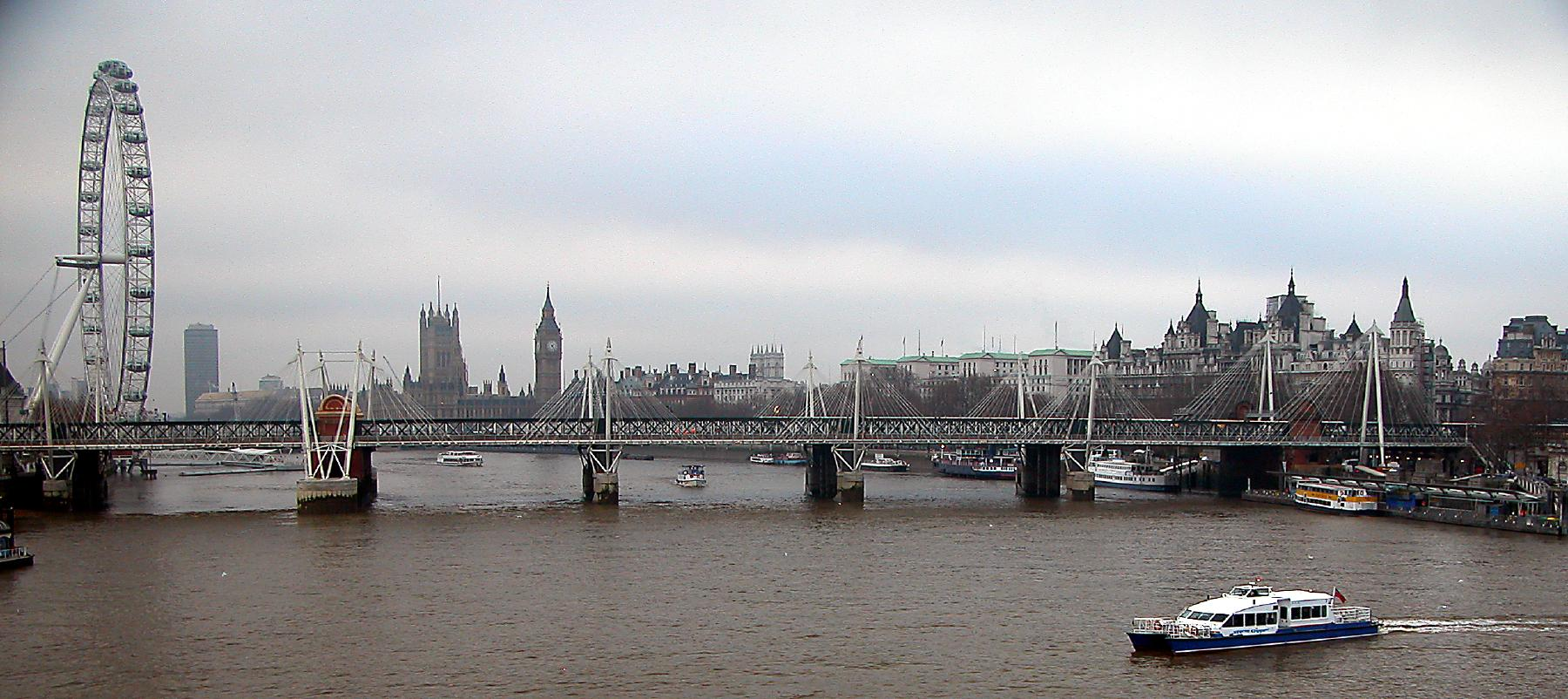
El Tàmesi creua la ciutat de Londres

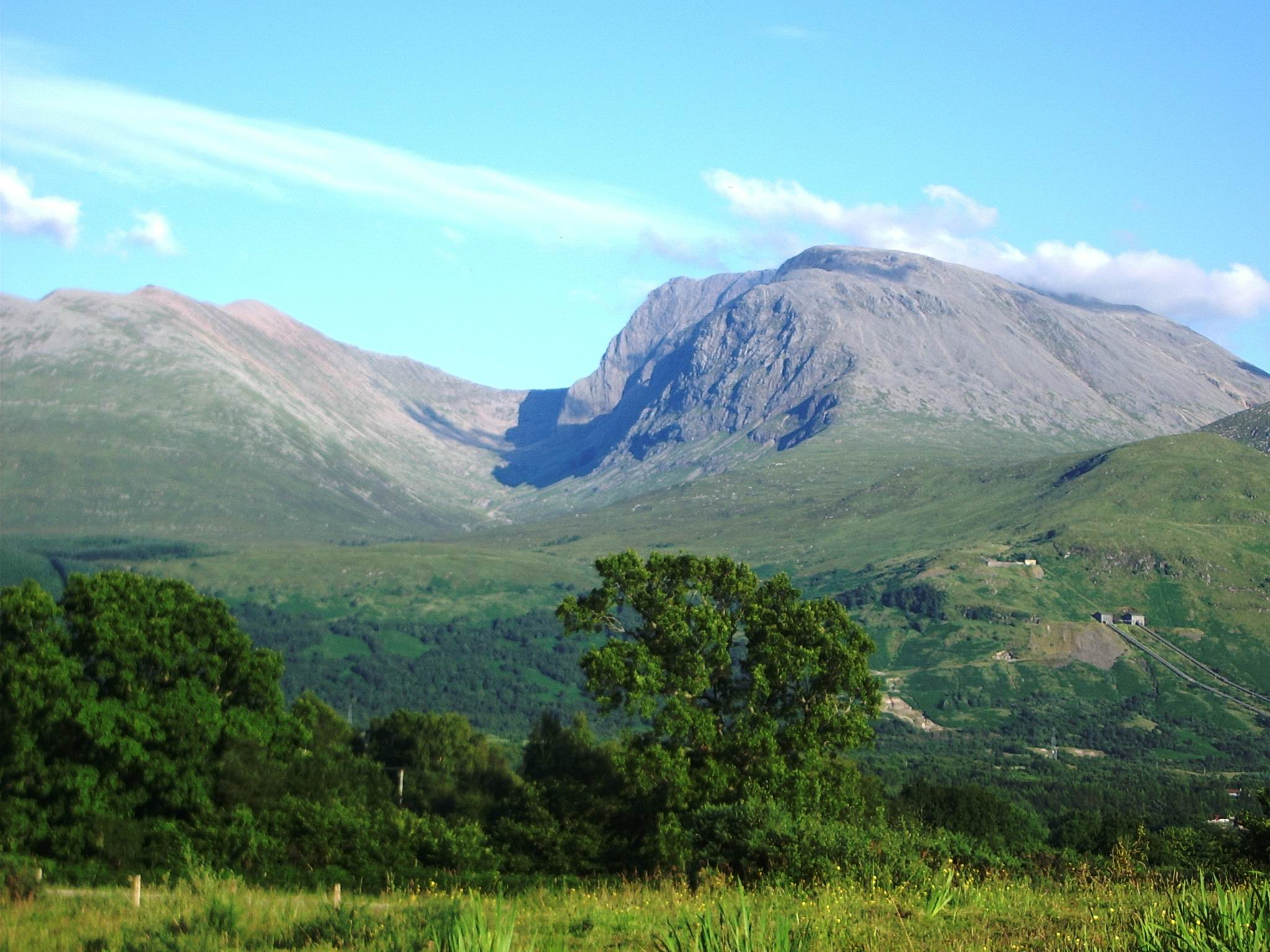
Ben Nevis, el punt més alt del Regne Unit

El Regne Unit de la Gran Bretanya i Irlanda del Nord està integrat, geogràficament per l'illa de la Gran Bretanya (que inclou la major part d'Anglaterra, Escòcia i Gal·les) i per la porció nord-oriental de l'illa d'Irlanda (Irlanda del Nord) a més de moltes illes més petites (entre elles Wight, Sorlingues, Hèbrides, Orcades, Shetland –vegeu Llista d'illes del Regne Unit)–. El territori insular més gran es troba entre les latituds 49 ° i 59 ° N (les illes Shetland, tanmateix, arriben a prop del 61 ° N), i entre les longituds 8 ° W i 2 ° E. L'Observatori Reial de Greenwich a prop de Londres, és el punt de definició del meridià homònim –el meridià zero o el primer meridià–. El Regne Unit és situat entre l'oceà Atlàntic i el mar del Nord, a 35 km de la costa nord-occidental de França, del qual està separat pel canal de la Mànega. Irlanda del Nord té una frontera terrestre –l'única frontera terrestre de la Unió– de 360 km amb la República d'Irlanda. El túnel del canal en l'actualitat uneix el Regne Unit i França per sota el canal de la Mànega. L'illa de la Gran Bretanya té una longitud de nord a sud de 1.100 km i d'est a oest de 500 km aproximadament. La superfície total del Regne Unit és de 245.000 quilòmetres quadrats.
El relleu de la Gran Bretanya és molt variat. En general, es divideix en dues parts, separats per una línia imaginària entre la desembocadura de l'Exe fins a la del Tyne, de sud-oest a est. Per sobre d'aquesta línia el terreny és muntanyós, constituït per massissos antics de roques dures separats per planes. En aquesta regió es troben els Highlands d'Escòcia, formats pels Northern Highlands i els Grampians. També s'hi troben els Penins i les muntanyes de Gal·les i de Cornualla. Per sota d'aquesta línia el territori està format per una conca sedimentària de materials tous. Els afloraments dels materials durs han produït la formació d'un relleu de "cuestas" Les costes de l'illa són molt variades: hi ha costes de planes al·luvials i aiguamolls, d'altres marcades per penya-segats, d'altres rocalloses, d'altres amb badies arenoses, així com d'altres retallades per firths.
La xarxa hidrogràfica del Regne Unit és extensa. Els rius més extensos del vessant occidental de la Gran Bretanya són el Severn i el Clyde; els més extensos del vessant oriental són el Tàmesi, l'Ouse, el Trent, el Tyne, el Tees, el Tweed, el Forth i el Tay. D'altra banda, a Irlanda del Nord el riu principal és el Lough Neagh.

## Política i govern

### Estructura de govern
El Regne Unit és una monarquia constitucional en què el poder executiu és presidit en representació del monarca pel primer ministre i els altres membres del gabinet. El gabinet, que inclou el primer ministre, i els altres ministres conformen El Govern de Sa Majestat. Els ministres provenen del Parlament, el cos legislatiu, considerat com a organisme "suprem" (és a dir, que pot legislar de qualsevol tema i no està limitat per les decisions dels seus predecessors). El Regne Unit és un dels pocs estats del món en l'actualitat que no tenen cap constitució codificada, sinó que és regulat per les tradicions i les diverses i separades lleis constitucionals.

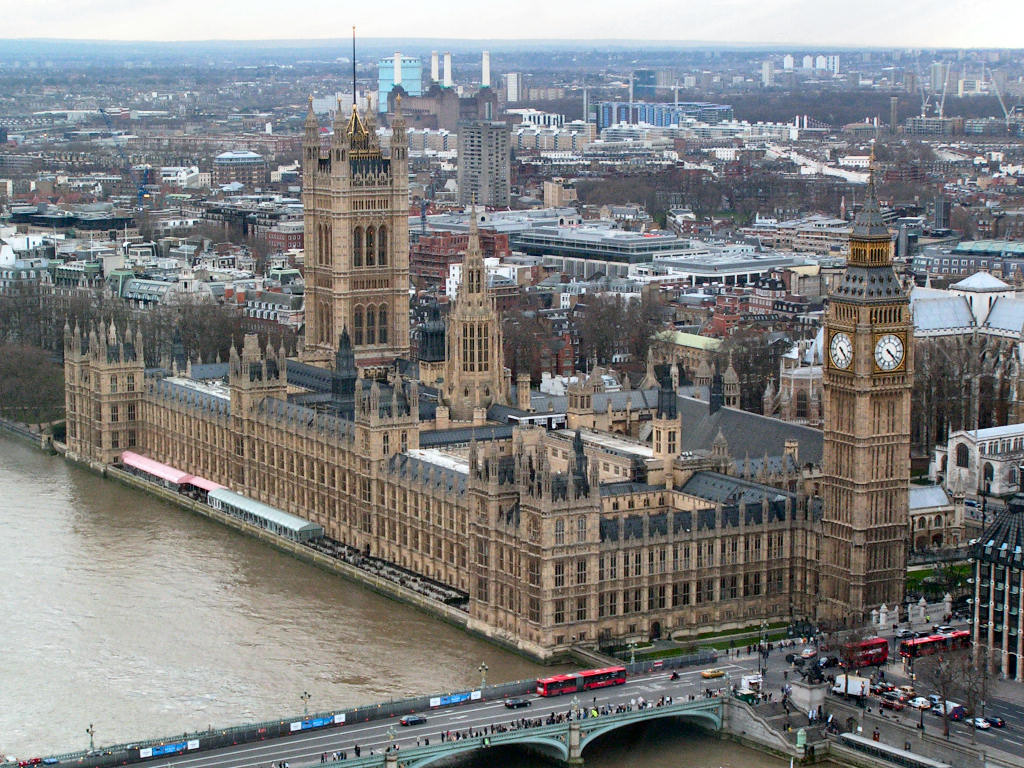
El Parlament del Regne Unit.

Encara que el monarca és el cap d'estat i teòricament té tot el poder executiu, el primer ministre és el cap de govern. Els ministres, tanmateix, no han de provenir del parlament legalment; és un costum recent. El sistema britànic de govern ha estat emulat arreu del món –un legat del passat colonial de l'Imperi Britànic– principalment als estats que pertanyen al Reialme de la Commonwealth. El Membre del Parlament (MP) que dirigeix la majoria de la Cambra dels Comuns és designat primer ministre; usualment el líder del partit o coalició amb més representació. La primera ministra actual és Liz Truss, del Partit Conservador, que substituí a Boris Johnson el 6 de setembre de 2022.
Al Regne Unit, el monarca té poders executius extensos, però, teòrics, atès que el seu paper és principalment, però no exclusivament, cerimonial. El monarca és part integral del Parlament (com la "Corona al Parlament") i teòricament dona l'autorització al Parlament per a reunir-se i per legislar. Una Acta del Parlament no es converteix en llei si no és signada pel monarca (acció coneguda com l'Aprovació Reial), encara que cap monarca no ha refusat les actes aprovades pel Parlament des dels temps de la reina Anna, el 1708. Per signar la llei el monarca utilitza la fórmula "Le Roi/La Reine le veut" (en francès: El Rei/La Reina ho vol). Encara que s'ha proposat l'abolició de la monarquia, la seva popularitat encara és alta. El suport al sistema republicà fluctua entre el 15 i el 25% de la població, amb un 10% d'indiferents. El monarca actual és Carles III, qui va pujar automàticament al tron amb la mort de la seva mare, la reina Elisabeth II el 8 de setembre del 2022, i fou coronat formalment el 10 de setembre del 2022.

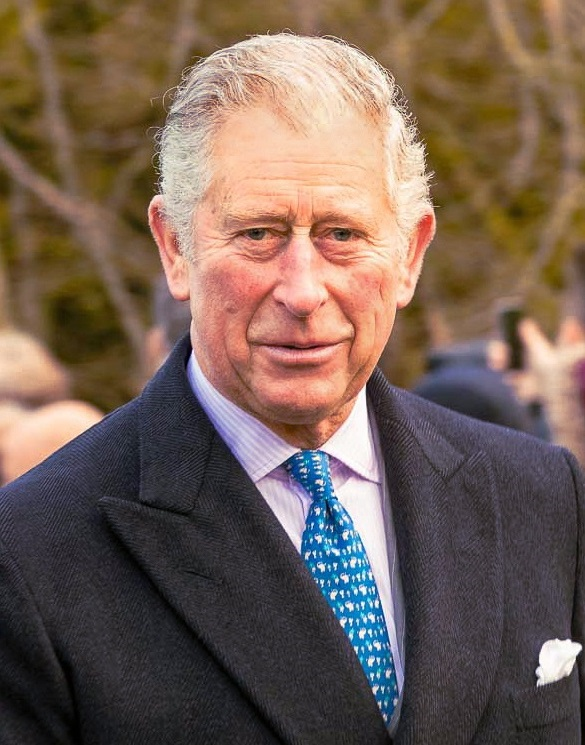
Sa Majestat Carles III.

El Parlament és la legislatura nacional del Regne Unit. Té l'autoritat legislativa màxima del Regne Unit, d'acord amb la doctrina de sobirania parlamentària (doctrina que ha entrat en conflicte amb l'entrada del Regne Unit a la Unió Europea). És un cos legislatiu bicameral, conformat per la Cambra dels Comuns, els membres de la qual són elegits per sufragi universal, i la Cambra dels Lords, els membres de la qual hi són designats. La Cambra dels Comuns és la secció més poderosa del Parlament; consisteix en 646 membres electes per representació directa per cadascuna de les circumscripcions en què està dividit l'Estat basant-se en la població. La Cambra dels Lords té 724 membres (aquest nombre no és fix), i inclou pars hereditaris, pars vitalicis i bisbes de l'Església d'Anglaterra.
Des de la dècada de 1920, els dos partits polítics més importants del Regne Unit són el Partit Laborista (Labour Party) i el Partit Conservador (Conservative Party). Encara que s'han format, ocasionalment, coalicions i governs de minoria, a causa del sistema d'escrutini uninominal majoritari, aquesta situació no és freqüent. A més s'ha mantingut el bipartidisme tot i la presència d'altres partits més petits. El tercer partit més gran és el Partit Liberal Demòcrata (Liberal Democrats), el qual promou una reforma electoral per permetre un multipartidisme com el que existeix amb la representació proporcional.
Encara que les tendències "nacionalistes" (en oposició als "unionistes") han canviat al llarg del temps a Escòcia i Gal·les, amb la fundació del Partit Nacional Escocès el 1934 i el Plaid Cymru (el Partit de Gal·les) el 1925, no hi ha hagut cap crisi política seriosa que posi en qüestió la Unió del Regne Unit com a Estat. El Regne Unit ha permès la "devolució" dels poders autonòmics, amb la creació de poders executius i legislatius a Escòcia, Irlanda del Nord i Gal·les, encara que no hi ha cap parlament anglès. Anglaterra és governada d'acord amb el balanç dels partits de tot el Regne Unit.

### Subdivisions administratives
Geogràficament i històricament, el Regne Unit està integrat per quatre nacions o països constituents: Anglaterra, Escòcia, Gal·les, i Irlanda del Nord. Administrativament, tanmateix, només els últims tres països gaudeixen d'autonomia amb la presència de parlaments propis; Anglaterra, per contra, no té govern propi i és governada directament pel govern central. Anglaterra se subdivideix en regions, integrades, al seu torn, per comtats i àrees d'autoritat unitària, a més de Londres. Escòcia se subdivideix en 32 conselleries. Gal·les se subdivideix en 22 autoritats unitàries. Irlanda del Nord se subdivideix en 26 districtes, tot i que el 13 de març, 2008, es va acordar una proposta per crear 11 conselleries per reemplaçar el sistema actual.
La Corona britànica té sobirania sobre Jersey, Guernsey, i l'illa de Man, conegudes en conjunt com a dependències de la corona. Aquestes terres han pertangut històricament al monarca britànic, però no han estat considerades com a part del Regne Unit. No obstant això, el parlament del Regne Unit té l'autoritat per legislar per a les dependències, i el govern britànic gestiona llurs afers exteriors i defensa.
El Regne Unit també inclou quatre territoris d'ultramar, els últims territoris de l'Imperi Britànic. Aquests territoris no són considerats com a parts integrants del Regne Unit, però llurs ciutadans locals tenen la ciutadania britànica de fet i el dret de viure al Regne Unit. Els territoris són: Anguilla, Bermudes, el Territori Antàrtic Britànic, el Territori Britànic de l'Oceà Índic, les Illes Verges Britàniques, les Illes Caiman, les Illes Malvines, Gibraltar, l'Illa de Montserrat, les Illes Pitcairn, Santa Helena, les Illes Geòrgia del Sud i Sandwich del Sud, les bases Akrotiri i Dekélia (a l'illa de Xipre) i les Illes Turks i Caicos.

Ubicació de les dependències del Regne Unit (dependències de la corona en ordre alfabètic, territoris d'ultramar numerats): A Illa de Man; B Guernsey; C Jersey; 1 Regne Unit; 2 Gibraltar; 3 Akrotiri i Dekélia; 4 Bermudes; 5 Illes Turks i Caicos; 6 Illes Verges Britàniques; 7 Anguilla; 8 Illes Caiman; 9 Montserrat; 10 Illes Pitcairn; 11 Santa Helena, Ascensió i Tristan da Cunha; 12 Territori Britànic de l'Oceà Índic; 13 Illes Malvines; 14 Illes Geòrgia del Sud i Sandwich del Sud; (15) Territori Antàrtic Britànic.

## Economia
L'economia britànica segueix el model anglosaxó: la liberalització econòmica, el lliure mercat, impostos i regulacions mínimes. Basat en la mesura del producte interior brut en taxa de canvi del mercat, el Regne Unit és la cinquena economia més gran del món, la segona d'Europa després d'Alemanya; és la sisena economia més gran del món en PIB en paritat de poder adquisitiu.

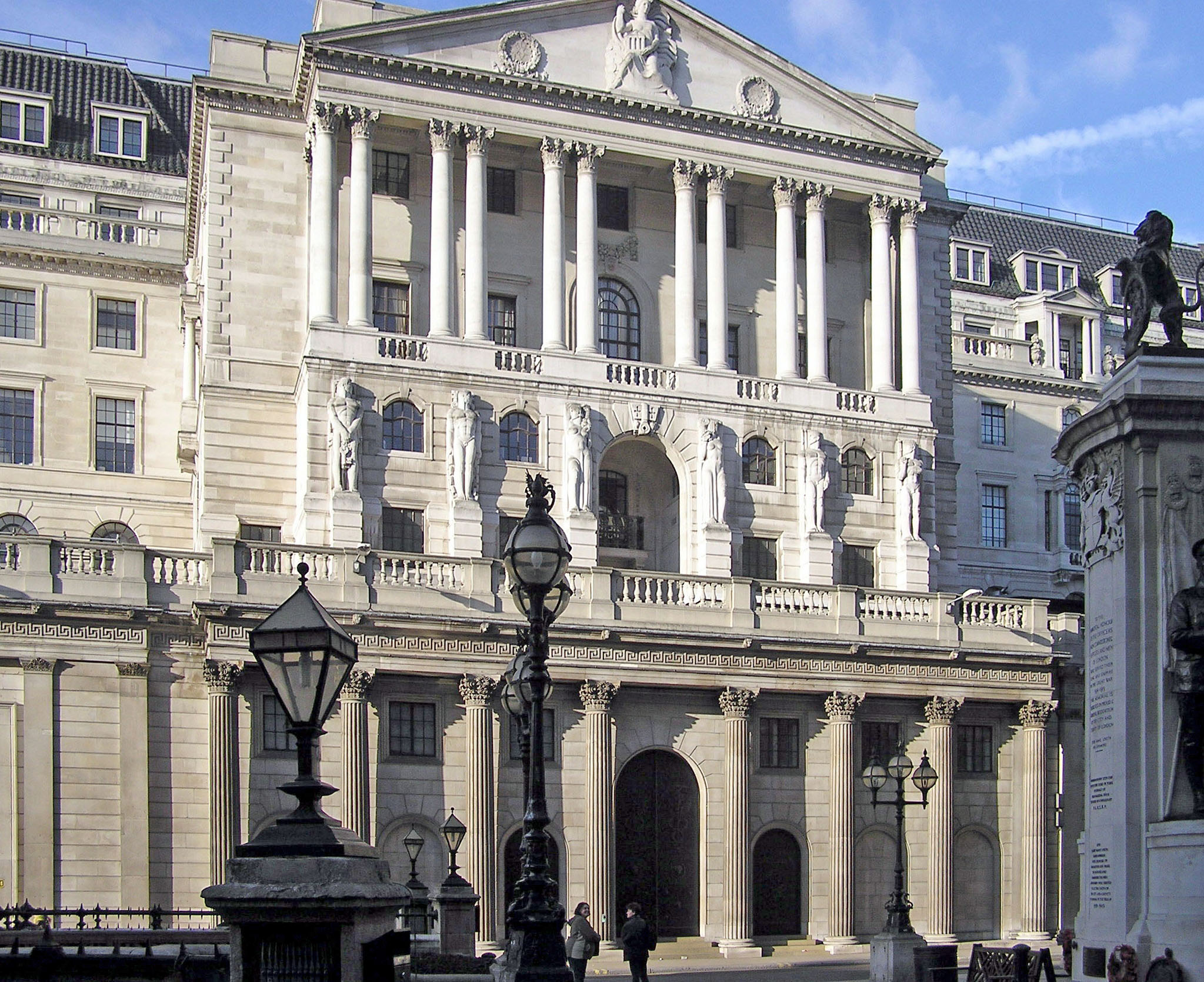
El Banc d'Anglaterra

Els britànics van ser els primers en el món a entrar en la revolució industrial i com la resta dels estats en industrialització d'aleshores, la seva economia estava concentrada en la indústria pesant: construcció de vaixells, mineria, producció d'acer i tèxtils. L'imperi Britànic va crear un mercat mundial pels productes britànics, i això permeté que el Regne Unit dominés el comerç internacional el segle xix, un avantatge únic que va conservar fins a la industrialització d'altres nacions europees i nord-americanes. La indústria pesant va disminuir en importància al llarg del segle xx, mentre que el sector dels serveis ha crescut substancialment i conforma avui dia el 73% del PIB. El sector dels serveis és dominat per les empreses financeres. Londres és un dels centres financers més gran del món.
L'agricultura representa únicament l'1% del PIB i està fortament mecanitzada. En la indústria, les principals activitats són la maquinària, el material de transport (vehicles, ferrocarrils i aeronàutica) i els productes químics. En la mineria les tradicionals mines de carbó en forma d'hulla situades a Yorkshire, Gal·les, Escòcia i Lancashire van subministrar a les centrals tèrmiques britàniques l'energia necessària per al desenvolupament econòmic. Gràcies al petroli descobert el 1970 al mar del Nord, el Regne Unit és el segon productor europeu després de Noruega. El sector serveis és el que més aporta al PIB del país. En destaquen la borsa, els serveis financers de la banca i les companyies d'assegurances.
La moneda del Regne Unit és la lliura esterlina, representada amb el símbol £. El Banc d'Anglaterra és el banc central de l'Estat encarregat de l'emissió de la moneda, encara que els bancs d'Escòcia i Irlanda del Nord conserven el dret a emetre bitllets subjectes a la retenció de prou bitllets del Banc d'Anglaterra per a emetre'n. Al llarg de la història la lliura esterlina s'ha mantingut com una de les divises més estables i fortes del món i una de les més cotitzades. El Regne Unit va ser un dels tres Estats que no van integrar-se a la zona euro el 2002, encara que el govern laborista de l'època es comprometé a celebrar un referèndum si les «cinc condicions econòmiques» per la integració es complien. La majoria de la població, segons les enquestes, s'hi oposaven, allò que els crítics han anomenat l'«euroescepticisme».

## Geografia humana i societat

### Dinàmica poblacional

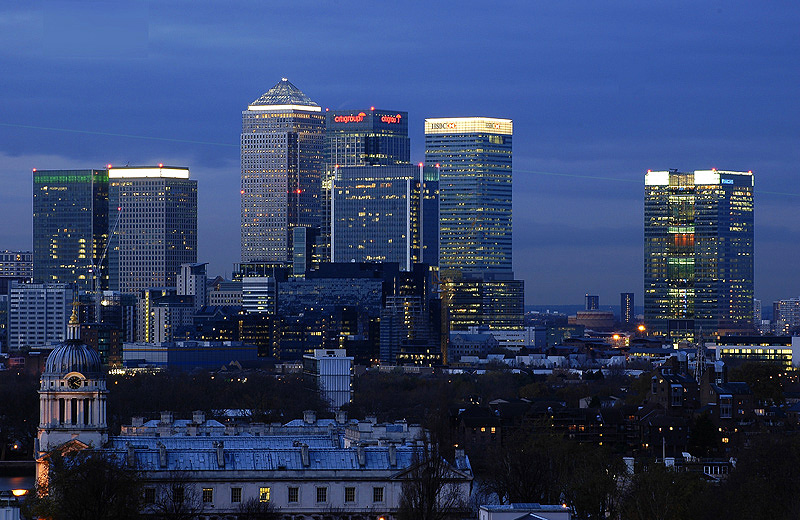
Àrea metropolitana de Londres

En el cens d'abril del 2001, la població total del Regne Unit era de 58.789.194 habitants, la tercera més gran de la Unió Europea (després d'Alemanya i França), la cinquena més gran de la Commonwealth de Nacions i la 21a més gran del món. S'estima que el 2006, la població va superar els 60 milions d'habitants; amb poblacions estimades de 50,7 milions per a Anglaterra, 5,1 per a Escòcia, 3,0 per a Gal·les i 1,7 per a Irlanda del Nord. La major part d'aquest increment ha estat a causa de la immigració neta, així com a increments en la taxa de natalitat i l'esperança de vida.
Tot i que la densitat de població del Regne Unit és una de les més elevades del món, hi ha una gran diferència entre els països constituents del Regne Unit: el 2003, Anglaterra era el país més densament poblat amb 383 persones per quilòmetre quadrat, mentre que a Gal·les la densitat era de 142 persones, a Irlanda del Nord de 125, i a Escòcia de 65. Al voltant del 25% de la població del Regne Unit viu a la regió pròspera i urbana o suburbana del sud-est, i 7,5 milions viuen a la capital, Londres.
El 2006, la taxa de fertilitat total mitjana al Regne Unit era d'1,84 nens per dona, per sota de la taxa de reemplaçament de 2,1, però superior al mínim històric que s'ha registrat d'1,63 del 2001; i molt inferior al màxim històric del segle xx de 2,95 nens per dona, el 1964.

### Demografia
La població actual del Regne Unit descendeix de diversos grups ètnics, principalment els preceltes, els celtes, els romans, els anglosaxons, vikings, escandinaus i els normands. Des de 1945, les relacions internacionals formades arran de l'Imperi Britànic han contribuït a la immigració d'Àfrica, el Carib i el sud-est d'Àsia. Ja que els ciutadans de la Unió Europea tenen la llibertat de treballar i viure en altres estats membres, amb l'entrada dels nous Estats d'Europa central i Europa oriental el 2004, hi ha hagut un increment substancial de la immigració des d'aquestes regions. Segons el cens del 2001, el 7,9% dels residents britànics van declarar ser una minoria ètnica. El 2007, el 22% dels nens de les escoles primàries i el 17,7% de les escoles secundàries d'Anglaterra provenen de famílies de minoria ètnica.
| Grup ètnic                                        | Població   | % del total* |
| ------------------------------------------------- | ---------- | ------------ |
| Britànics blancs                                  | 50.366.497 | 85,7%        |
| Irlandesos                                        | 691.232    | 1,2%         |
| Altres blancs                                     | 3.096.169  | 5,3%         |
| Mestissos o diverses races                        | 677.117    | 1,2%         |
| Indis                                             | 1.053.411  | 1,8%         |
| Pakistanesos                                      | 747.285    | 1,3%         |
| Bengalís                                          | 283.063    | 0,5%         |
| Altres asiàtics no xinesos                        | 247.644    | 0,4%         |
| Caribenys negres                                  | 565.876    | 1,0%         |
| Africans negres                                   | 485.277    | 0,8%         |
| Negres (altres)                                   | 97.585     | 0,2%         |
| Xinesos                                           | 247.403    | 0,4%         |
| Altres                                            | 230.615    | 0,4%         |
| * percentatge de la població total del Regne Unit |            |              |

A diferència dels Estats de l'Europa Oriental, i com és el cas d'Espanya, la població estrangera creixent al Regne Unit ha contribuït al creixement poblacional, responsables de la meitat del creixement poblacional entre 1991 i el 2001. Les últimes xifres oficials (2006) mostren que la immigració neta al Regne Unit va ser de 191.000 (591.000 immigrants i 400.000 emigrants); en total 126.000 britànics en van sortir, mentre que 316 estrangers hi van arribar.).

### Llengües
Encara que cap llengua és oficial al Regne Unit, la llengua predominant és l'anglès, una llengua d'origen germànic amb nombrosos préstecs del francès. Altres llengües nadiues són les llengües celtes insulars: gal·lès, còrnic, irlandès i gaèlic escocès. L'escocès (la llengua més propera a l'anglès) es parla a Escòcia. Els immigrants recents d'Àsia han portat llurs llengües: al Regne Unit viu el nombre més gran de parlants d'hindi i panjabi fora d'Àsia.

### Religió
El 75% de la població va reportar tenir una religió al Regne Unit. La religió principal és el cristianisme. Encara que el 72% dels britànics s'identifiquen com a cristians, un percentatge molt petit és practicant.
L'Església d'Anglaterra és l'església oficial de l'estat. Originalment establerta com a part de l'Església catòlica el 597 per Agustí de Canterbury, l'Església d'Anglaterra se'n va separar el 1534 durant el regnat d'Enric VIII d'Anglaterra. Com a Església de l'Estat, els bisbes pertanyen a la Cambra dels Lords. El monarca britànic ha de ser membre de l'Església d'Anglaterra d'acord amb l'Acta de 1701, i n'és el governador suprem. Cap monarca ha de ser catòlic. La seu de l'Església d'Anglaterra és a la catedral de Canterbury, i l'arquebisbe de Canterbury és el clergue en cap.
L'Església d'Escòcia (coneguda informalment com a Kirk) és l'església nacional d'Escòcia. És una església presbiteriana i no està subjecta al control de l'estat. El monarca britànic n'és un membre ordinari, encara que no cal que el monarca faci cap jurament per defensar la seguretat de l'església d'Escòcia en la seva coronació.
L'Església de Gal·les és l'església nacional de Gal·les, encara que no sigui l'església oficial i establerta. Es va separar de l'Església d'Anglaterra el 1920. Tot i això, la majoria de la població gal·lesa s'identifica amb el cristianisme inconformista de caràcter presbiterianisme o metodisme.

## Història
El Tractat d'Unió, posat a terme per les Actes de la Unió de 1707, i aprovades pels parlaments del Regne d'Anglaterra i el Regne d'Escòcia, crearen una unió política coneguda com el Regne de la Gran Bretanya. Un segle després, l'Acta de 1800, uniren el Regne d'Irlanda amb el Regne de la Gran Bretanya, creant així, el Regne Unit de la Gran Bretanya i Irlanda. Abans de 1707, Anglaterra i Escòcia existien com a Estats separats, sobirans i independents amb monarques i estructures polítiques pròpies, d'ençà del segle ix. Tot i que el rei escocès, Jaume VI es convertí en rei d'Anglaterra el 1603, creant així una unió personal entre els dos regnes, els països romangueren separats. D'altra banda, el Principat de Gal·les havia caigut sota el control dels monarques anglesos des de l'Estatut de Rhuddlan publicat el 1284, i posteriorment annexat a Anglaterra per mitjà de les Actes de les Lleis a Gal·les de 1535 i 1542. Irlanda també caigué sota el control d'Anglaterra a poc a poc entre 1541 i la signatura del Tractat de Limerick, el 1691, però no s'unificà políticament sinó fins al 1801.

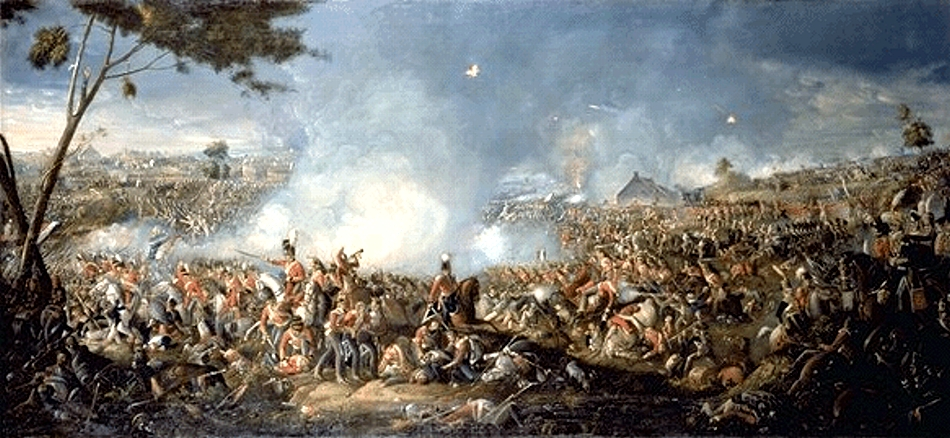
La batalla de Waterloo marcà la fi de les Guerres Napoleòniques

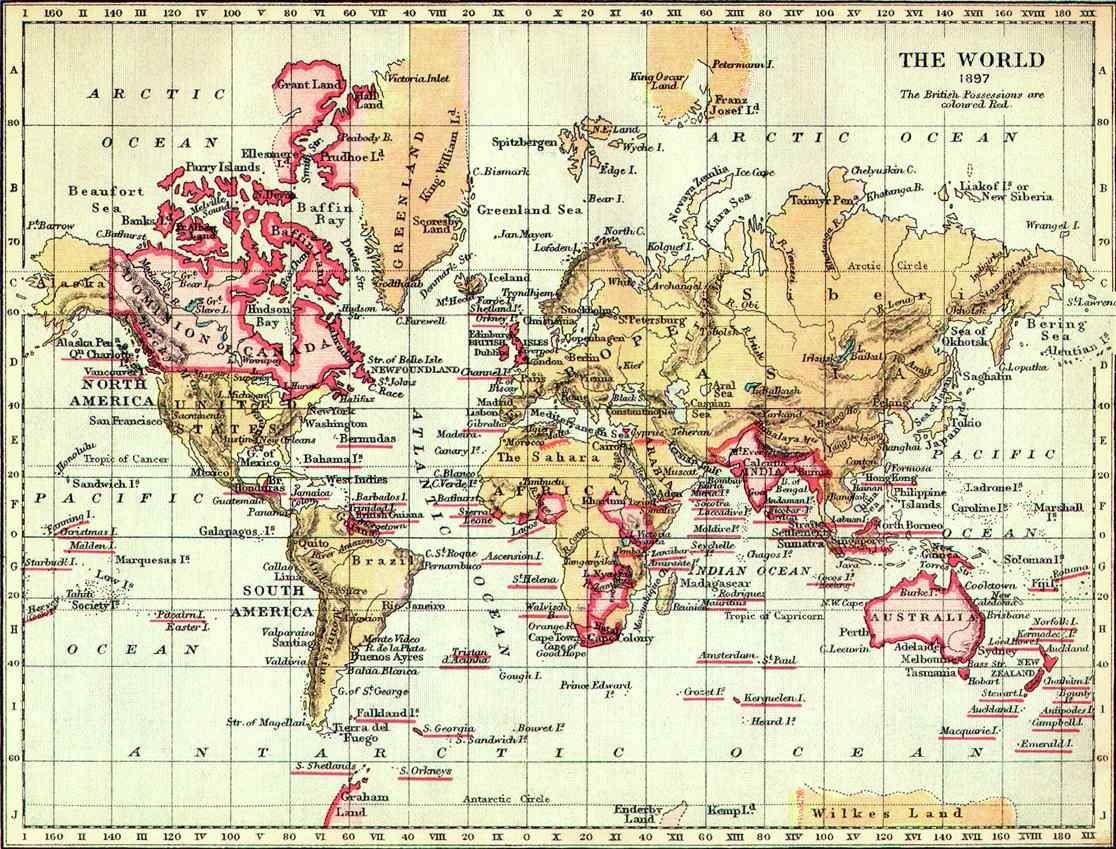
L'Imperi Britànic, el 1897. El 1920 es convertí en l'Imperi més extens de la història

Durant el primer segle de la unió política, el Regne Unit tingué un paper molt important en el desenvolupament de les idees occidentals de la democràcia parlamentària, i contribuí significativament en la literatura, les arts i la ciència.
La Revolució Industrial, encapçalada pel Regne Unit, transformà l'Estat i l'Imperi Britànic. Durant aquest temps, així com fou el cas de les altres potències del món, el Regne Unit participà de la colonització, així com del comerç d'esclaus. Això no obstant, amb l'aprovació de l'Acta del Comerç d'Esclaus el 1807, el Regne Unit es convertí en el primer Estat del món a prohibir-ne el comerç.
Després de la derrota de Napoleó en les guerres napoleòniques, el Regne Unit es convertí en la principal potència naval del segle xix. Tot i que perdé el seu lideratge com a única nació industrialitzada en acabar-se l'Era victoriana, el Regne Unit continuà sent una potència i el seu imperi aconseguí la seva extensió major el 1921 quan la Lliga de Nacions li atorgà el control de les colònies alemanyes i otomanes després de la Primera Guerra Mundial.
Les tensions antigues a Irlanda dugueren a la partició de l'illa el 1920, seguida de la independència de l'Estat Lliure Irlandès el 1922. Sis dels nou comtats de la província d'Ulster romangueren dins el Regne Unit, amb la qual cosa, el nom de l'Estat britànic canvià a l'actual Regne Unit de la Gran Bretanya i Irlanda del Nord.

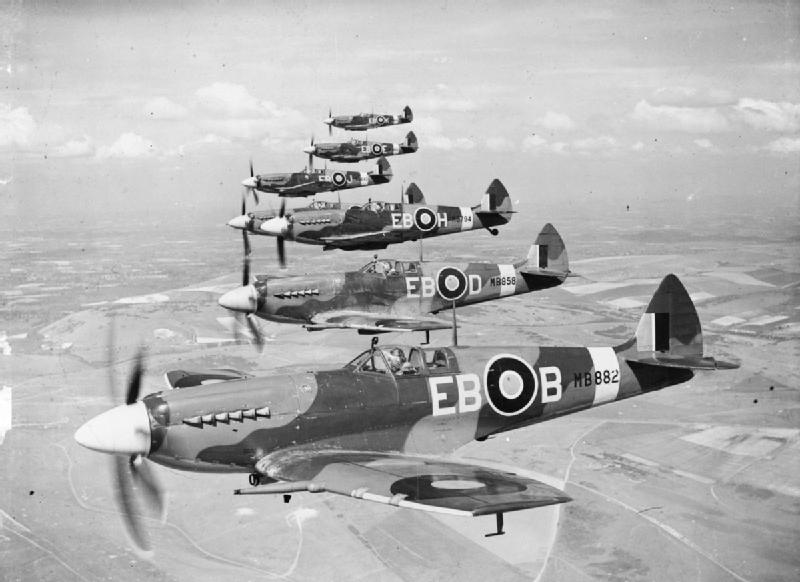
Un esquadró d'Spitfires de la RAF volant durant la Segona Guerra Mundial.

El Regne Unit lluità contra l'Alemanya nazi en la Segona Guerra Mundial. Tot i que fou l'únic Estat aliat a no ser envaït i ocupat, l'economia fou greument danyada. Amb préstecs dels Estats Units i el Canadà, i el suport donat amb el pla Marshall, el Regne Unit començà el camí de la recuperació. Els anys immediats de la postguerra veieren l'establiment de l'Estat de Benestar britànic, que incloïa un dels primers i més complets sistemes públics de serveis de sanitat del món. Les demandes de l'economia en recuperació portaren immigrants de la Commonwealth de Nacions i crearen un Regne Unit multiètnic. La Gran Bretanya va ser una de les principals potències econòmiques que va tenir més colònies durant el segle xx. Va permetre la independència dels diferents països però va deixar l'economia d'aquests països en estat lamentable. El Regne Unit es va beneficiar de les colònies però no va donar res a la població colonitzada. En l'actualitat molts d'aquests països encara són molt pobres, una excepció és l'Índia.
Després d'una desacceleració econòmica i de les vagues industrials de 1970, durant la dècada dels vuitanta l'Estat creixé ràpidament. El govern de Margaret Thatcher canvià significativament la direcció del consens polític i econòmic de la postguerra, camí que conservà el govern laboral de Tony Blair el 1997.
El Regne Unit fou un dels dotze membres fundadors de la Unió Europea el 1992, i un dels membres de la Comunitat Econòmica Europea creada el 1973. Les postures del govern laboral actual quant a la integració són variades; els conservadors promouen el retorn d'alguns poders a l'Estat.
La fi del segle xx fou testimoni d'un canvi important en el govern del Regne Unit amb la devolució d'autonomia a Escòcia, i Gal·les el 1999, amb la creació de parlaments locals amb el dret de legislar en diversos temes, la qual cosa ha començat a produir diferències entre els països constituents del Regne Unit. Anglaterra, per contra, és governada directament pel Parlament del Regne Unit.
Un 51,89% dels britànics va votar a favor d'abandonar la Unió Europea en un referèndum el 2016. La sortida es va fer efectiva el 31 de gener de 2020, encara que el país va continuar formant part de la Unió Duanera i del mercat interior durant un període de transició que va acabar el 31 de desembre.